# 1992년 동계 올림픽 메달 집계
1992년 동계 올림픽 메달 집계는 1992년 동계 올림픽에서 획득한 메달 순으로 매긴 각국의 국가 올림픽 위원회들의 목록이다.

## 메달 집계
다음은 국제 올림픽 위원회에서 제공하는 정보를 토대로 작성된 표로, 금메달, 은메달, 동메달의 수 순서로 순위를 매긴다. 어떠한 두 국가의 금메달, 은메달, 동메달의 수가 모두 같을 경우, 같은 순위로 표시되며 IOC 국가 부호의 알파벳 순으로 목록에 표시한다.
주최국인 프랑스는 연보라색으로 표시되어 있다.
| 순위 | 국가                         | 금메달 | 은메달 | 동메달 | 합계 |
| ---- | ---------------------------- | ------ | ------ | ------ | ---- |
| 1    | 독일 (GER)                   | 10     | 10     | 6      | 26   |
| 2    | 연합 (EUN)                   | 9      | 6      | 8      | 23   |
| 3    | 노르웨이 (NOR)               | 9      | 6      | 5      | 20   |
| 4    | 오스트리아 (AUT)             | 6      | 7      | 8      | 21   |
| 5    | 미국 (USA)                   | 5      | 4      | 2      | 11   |
| 6    | 이탈리아 (ITA)               | 4      | 6      | 4      | 14   |
| 7    | 프랑스 (FRA)                 | 3      | 5      | 1      | 9    |
| 8    | 핀란드 (FIN)                 | 3      | 1      | 3      | 7    |
| 9    | 캐나다 (CAN)                 | 2      | 3      | 2      | 7    |
| 10   | 대한민국 (KOR)               | 2      | 1      | 1      | 4    |
| 11   | 일본 (JPN)                   | 1      | 2      | 4      | 7    |
| 12   | 네덜란드 (NED)               | 1      | 1      | 2      | 4    |
| 13   | 스웨덴 (SWE)                 | 1      |        | 3      | 4    |
| 14   | 스위스 (SUI)                 | 1      |        | 2      | 3    |
| 15   | 중화인민공화국 (CHN)         |        | 3      |        | 3    |
| 16   | 룩셈부르크 (LUX)             |        | 2      |        | 2    |
| 17   | 뉴질랜드 (NZL)               |        | 1      |        | 1    |
| 18   | 체코슬로바키아 (TCH)         |        |        | 3      | 3    |
| 19   | 조선민주주의인민공화국 (PRK) |        |        | 1      | 1    |
| 19   | 스페인 (ESP)                 |        |        | 1      | 1    |
| 합계 | 합계                         | 57     | 58     | 56     | 171  |

## 같이 보기
- 1992년 동계 패럴림픽 메달 집계